# Almacenes Sainz de vinos Velilla
Esta casa vinícola comercializaba, principalmente en Madrid pues también en América, los productos de las bodegas y destilerías establecidas desde el 1870 en Velilla de San Antonio, una localidad cercana a Madrid, donde se elaboraban los productos de las fincas de Teodoro Sainz Rueda.

Esta casa tiene establecidas sus bodegas en Velilla de San Antonio desde 1870 y coloca la mayor parte de sus productos en la capital de España, aunque también se dedica a la exportación, principalmente a América. Ya obtuvo alta recompensa en la Exposición Universal de París de 1889, no solo por sus vinos, sino que también por sus anisados [al vapor aplicando el sistema Deroy] y vinagres, que proceden exclusivamente de vino, sin que se emplee otra clase de materias en su elaboración.
La Ilustración Artística

Las bodegas producían vinos tintos marcas Velilla, Velilla Clarete, vinos blancos marca Torre Bermeja, anejos y además aguardientes y fino anisados al vapor aplicando el sistema Deroy y ricos vinagres de yema que procediban exclusivamente de vino blanco y tinto sacado de las uvas cultivadas en las fincas de Arganda del Rey y de Velilla de San Antonio pertenecientes a Teodoro Sainz Rueda, que en el 1888, fue nombrado vicepresidente de la seccíon segunda – Educacíon y Enseñanza - de la Comisíon organizadora en Madrid para la propaganda de la concurrencia de los industriales y comerciantes españoles a la Exposición Universal de París del 1889 donde sus productos viniculos obtenieron el segundo premio.
El almacén de vinos "Velilla"  de los Sainz permaneciò en la calle de Jacometrezo, 45, Madrid, hasta todo el 1889 y se trasladò en la plaza del Callao, 6, Madrid en el 1890 donde ya estaba instalada, desde el 1879, la papelería de los hermanos Teodoro y Eugenio Sainz Romillo bajo la razón social Casa de comercio Sainz Romillo .
En todos los números del periódico republicano "La Justicia" desde el 5 de abril de 1888 hasta el 29 de agosto de 1892 a pag. 4 fueron publicados los anuncios de esta casa vinicula de la cual fue su primero propietario Teodoro Sainz Rueda, uno de los fundadores del periódico republicano y gerente del mismo durante algún tiempo.  

"La Justicia" del 23 de mayo de 1889  publica los precios de los alimentos en la plaza de Madrid, donde, por ejemplo, un litro de vino vale da 0,80 a 0,90 pesetas, un litro de aceite vale da 1 pesetas a 1,10, un Kg. de pan vale  0,40 a 0,48 pesetas y un Kg. de patatas vale da 0,10 a 0,20 pesetas.

Los hermanos Teodoro y Eugenio Sainz Romillo, hijos y heredores de Teodoro Sainz Rueda, presentaron también los vinos Velilla en la Exposición Universal de París (1900). 

También D. Eugenio y D. Teodoro Sainz, proprietarios de la bodega establecida en Velilla de San Antonio (Madrid), tan conocida en esta Corte, presentaran en la Exposición de París los siguientes productos de su casa: en vinos tintos las marcas Velilla, Velilla Clarete y anejos; en vinos blancos la marca Torre Bermeja, y además anisado fino y ricos vinagres de yema. La instalación de esta acreditada casa en la Exposición es central, y la forma una elegante gradería circular de mayor a menor, terminando por tres barriles superpuestos y una botella. Sobre los pedanos de la gradería se colocaran los productos de nuestros particulares amigos los señores Sainz hermanos, cuyos productos no dudamos obtendran en la Exposición universal de París la recompensa que merecen tan acreditadas marcas.La Época de Madrid 

La producción de esta Casa acabò con el derrocamiento de las fortunas de los hermanos Teodoro y Eugenio Sainz Romillo en la segunda década del XX siglo.